# Kelly AuCoin

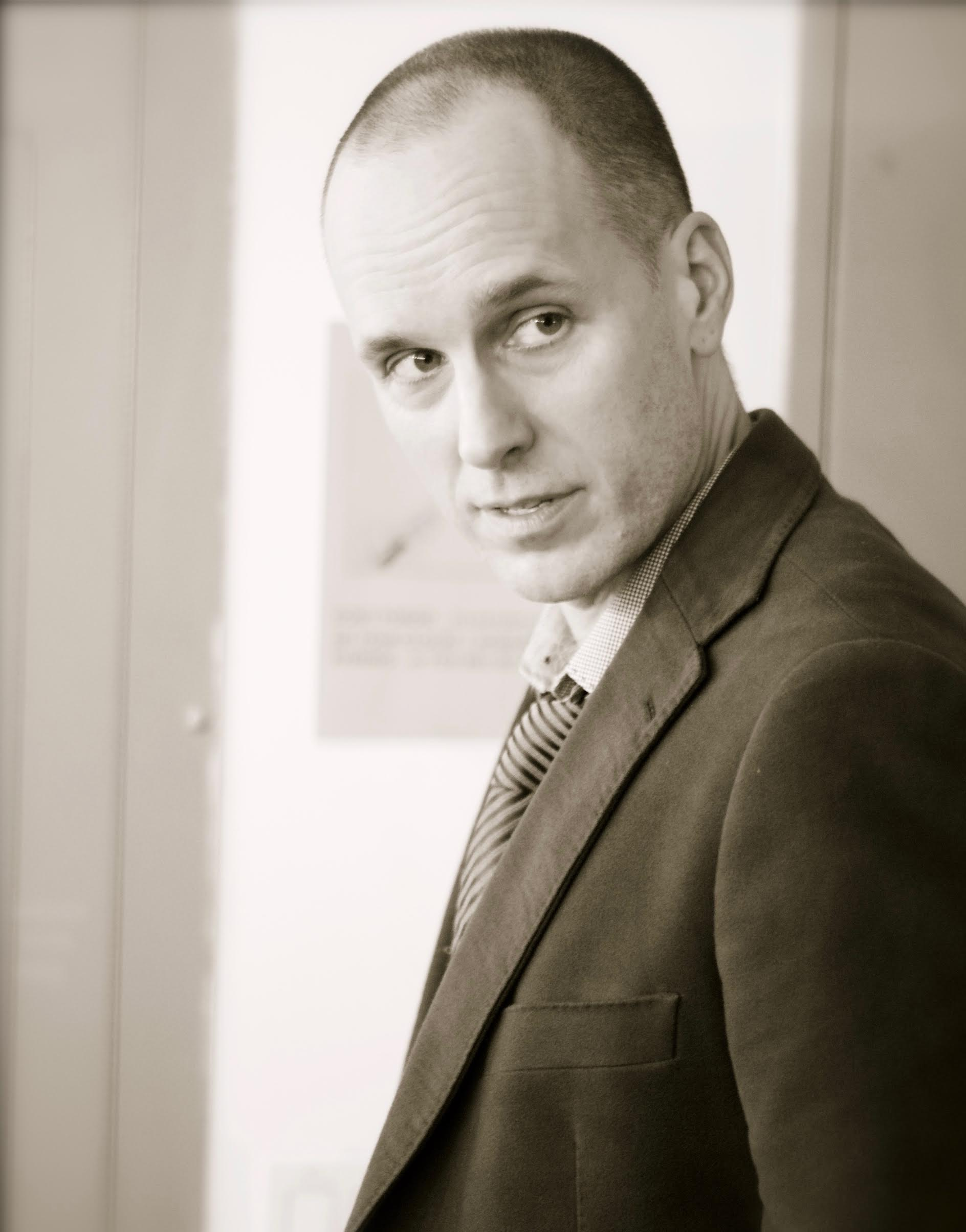
Kelly AuCoin (2016)

Kelly Ray AuCoin (* 14. Februar 1967 in Hillsboro, Oregon) ist ein US-amerikanischer Film-, Fernseh- und Theaterschauspieler.

## Leben
Kelly AuCoin wurde in Oregon als Sohn von Les und Sue AuCoin geboren. Nachdem sein Vater in den Kongress der Vereinigten Staaten gewählt worden war, lebte die Familie ab 1975 in Washington, D.C. AuCoin studierte am Oberlin College.
Seit Mitte der 1990er Jahre trat er in Film und Fernsehen auf, zunächst vor allem in eher kleinen Nebenrollen. Von 2014 bis 2018 war er in der Agentenserie The Americans eine wiederkehrende Nebenrolle als Pastor Tim zu sehen. 2015 übernahm er in House of Cards in vier Folgen die Rolle des Gary Stamper. Von 2016 bis 2023 spielte AuCoin in der Fernsehserie Billions die Rolle des Bill „Dollar“ Stearn, die zunächst ebenfalls als Nebenrolle angelegt war, aber ab der vierten Staffeln zu einer der Hauptfiguren der Serie aufgewertet wurde.
Er ist mit der Tänzerin Carolyn Hall verheiratet. Das Paar lebt in Brooklyn.

## Filmografie (Auswahl)
- 1996: The City (Fernsehserie, 1 Episode)
- 1997: Springfield Story (Guiding Light, Fernsehserie, 1 Episode)
- 1999: Fare Well Miss Fortune
- 2002: New Americans (Fernsehfilm)
- 2003: A Normal Life
- 2004: Die Sopranos (The Sopranos, Fernsehserie, 1 Episode)
- 2004: Third Watch – Einsatz am Limit (Third Watch, Fernsehserie, 1 Episode)
- 2005: A Perfect Fit
- 2006: Waterfront (Fernsehserie, 2 Episoden)
- 2006: Good God (Miniserie)
- 2007: Serial
- 2007: Ghosts of the Heartland
- 2007: Operation: Kingdom (The Kingdom)
- 2008: Without a Trace – Spurlos verschwunden (Without a Trace, Fernsehserie, 1 Episode)
- 2009: Kings (Fernsehserie, 1 Episode)
- 2009: Julie & Julia
- 2009: Good Wife (The Good Wife, Fernsehserie, 1 Episode)
- 2010: White Collar (Fernsehserie, 1 Episode)
- 2010: Gossip Girl (Fernsehserie, 1 Episode)
- 2010: Consent
- 2010: Criminal Intent – Verbrechen im Visier (Law & Order: Criminal Intent, Fernsehserie, 1 Episode)
- 2010: Rocksteady
- 2011: Body of Proof (Fernsehserie, 1 Episode)
- 2012: Blue Bloods – Crime Scene New York (Blue Bloods, Fernsehserie, 1 Episode)
- 2013: Elementary (Fernsehserie, 1 Episode)
- 2013: All That I Am
- 2013: The Following (Fernsehserie, 1 Episode)
- 2013: The Word
- 2014–2018: The Americans (Fernsehserie, 22 Episoden)
- 2014: Unforgettable (Fernsehserie, 1 Episode)
- 2014: The Actress (Fernsehserie, 1 Episode)
- 2014: Person of Interest (Fernsehserie, 1 Episode)
- 2015: House of Cards (Fernsehserie, 4 Episoden)
- 2015: Madam Secretary (Fernsehserie, 1 Episode)
- 2015: Forever (Fernsehserie, 1 Episode)
- 2015: The Slap (Fernsehserie, 2 Episoden)
- 2016–2023: Billions (Fernsehserie, 69 Episoden)
- 2016: Complete Unknown Du bist, wer du vorgibst zu sein (Complete Unknown)
- 2016: The Blacklist (Fernsehserie, 1 Episode)
- 2016: Conviction (Fernsehserie, 1 Episode)
- 2017: Turn: Washington’s Spies (Fernsehserie, 3 Episoden)
- 2017: Police State
- 2017: The Wizard of Lies (Fernsehfilm)
- 2017: Die Verlegerin (The Post)
- 2017: Benji the Dove
- 2019: Drunk Parents – Flasche leer (Drunk Parents)
- 2021: The Good House
- 2022: The Girl from Plainville (Fernseh-Miniserie, 6 Episoden)
- 2022: New Amsterdam (Fernsehserie, 1 Episode)
- 2022: Law & Order: Special Victims Unit (Fernsehserie, 1 Episode)
- 2023: The Holdovers
- 2024: Elsbeth (Fernsehserie, 3 Episoden)

## Theater (Auswahl)
- 2004: Boy (Primary Stages, New York City)
- 2005: The Ladies of the Corridor (East 13th Street/CSC Theatre, New York City)
- 2005: Julius Caesar (Belasco Theatre, New York City)
- 2007: Some Men (Second Stage Theatre, New York City)
- 2008: The Fifth Column (Mint Theater, New York City)
- 2010: Happy Now? (59E59 Theater A, New York City)
- 2013: The Call (Peter Jay Sharp Theater, New York City)
- 2014: The Wayside Motor Inn (Pershing Square Signature Center-The Alice Griffin Jewel Box Theatre, New York City)
- 2015: Of Good Stock (New York City Center-Stage I, New York City)